# おすもじっ!◆司の一貫◆
『おすもじっ!◆司の一貫◆』（おすもじっ!つかさのいっかん）は、原作：鹿賀ミツル・作画：加藤広史による日本の漫画作品。京都祇園 鮨まつもとが協力している。2011年17号から2013年16号まで『週刊少年サンデー』（小学館）にて連載した後、同年4月5日よりクラブサンデーに移籍し、7月5日まで連載された。

## 概要
京都を舞台に、男装の江戸前鮨職人「司」と、彼女の弟子の新米職人「寿」の成長を描く。
司と寿と親方以外の登場人物はほぼ京都弁である。原作者の鹿賀が同時期に『近代麻雀オリジナル』（竹書房）に連載していた作品『GAMBLER! -勝負師-』も京都が舞台となっている。
なおタイトルの「すもじ」とは、女房言葉で寿司の意味。作中では京言葉と解説されている（なお京言葉には、女房言葉に由来する表現が多く見られる）。

## あらすじ
ある理由により自らを男と偽り、京都の江戸前「鮨 さわらび」に勤める少女「司」は、ある日アルバイトとして転がり込んできた青年「寿」とともに、一癖も二癖もある客たちを相手に様々な寿司を握り、その悩みを解決していく。

## 登場人物

### 『鮨 さわらび』
矢澤 司（やざわ つかさ）
本作の主人公。『さわらび』に勤める鮨職人の少女。鮨職人だった祖父の影響で自身も職人になったが、男社会の寿司屋で先輩からレイプされかける、という過去のトラウマが原因で女性としてツケ場（鮨屋のカウンター）に立つことができなくなり、日頃から胸にさらしを巻いて男装し男性として振舞っている。初期は男装時に外はね、素の女性時には内はねの髪型だったが、後期には男装時にも内はねのままになった。
どんな客の要望にも応え、その人が求める最高の一貫を提供する他、かなりのお人好しでもある。普段から男を装っているが、その感性は年頃の少女そのものであり、ゆるキャラグッズを好んで収集している。また、下ネタには免疫がない。
大志万 寿（おおしま ひさし）
もう一人の主人公。当初は「山田 寿」と姓を偽り女の家を渡り歩くヒモ生活を送っていたが、振られて宿なしになったことをきっかけに『さわらび』の住み込みのアルバイトとなり、そこで見た司の腕前に惚れ込み強引に弟子入りした。
司のことを「大将」と呼び慕っているが、彼女が女であることには気づかず、彼女の前で度々下ネタを口にしたり、エロ本を一緒に見ようとしている。しかし時々、司を“女性に見間違え”ては動揺している。
実家は料亭『大志万』だが、料理人としての才能を期待されていた妹・彩香と違って父・勲からは冷遇されており、その生活が嫌になり家を出た。実家ではろくに料理をさせてもらえなかったため、『さわらび』入店時点では素人同然だったが、味覚が優れており、奇抜なアイディアで司の鮨創作にヒントを与えることがある。そのため鉄斎からは「経験を積めば将来、司を脅かすほどのライバルになる」と高く評されている。
妹思いの良き兄だが、実家にいた頃から彩香の過剰な好意には気づいており、家を出たのは彼女の精神的自立を促す意味もあった。
本松 大典（もとまつ だいすけ）
『さわらび』の親方を務める強面の男。司の祖父の弟子であり、東京にいた司を京都に呼び寄せ雇っている。ぶっきらぼうな性格だが、司のよき理解者で、司が女性であることや彼女のトラウマの原因も知っている。ある時ぎっくり腰で入院することになり、これが寿の『さわらび』入店のきっかけとなった。退院後も、自分の影を追う司の自立を促すためにツケ場を任せている。エリカに惚れている。
寿に対してはふざけると鉄拳制裁するなど厳しく当たっているが、同時に良き理解者でもある。
鷹橋 鶏（たかはし けい）
「割烹鷹橋」の後継者である長身長髪のワイルドな青年。食材の目利きに秀でている。
かつては荒れていたが、現在は更生し立派な料理人になっている。普段は長髪を下ろしているが、ツケ場に立つときは髪を後ろでくくっている。
彩香へのリベンジのための修行で「鷹橋」を訪れた司を一目で女と見抜き、彼女に好意を抱くようになる。修行終了後は司を支えることに加え、祖父が『大志万』を辞めた理由を知るために『さわらび』を手伝っている。　

### 『大志万』
大志万 彩香（おおしま さやか）
寿の妹。容姿端麗の美少女で、料理人としても高い技術を持つ。髪飾りや衣服にはトレードマークとして蝶のデザインがあしらわれている。話し方が倒置法。
幼少期から寿に強く依存しており、裸で迫ろうとするなどその感情は近親愛に近い。彼の家出後は彼を模したマスコットや縫いぐるみを心の拠り所にしていた。
司とはひょんなことから友人になるが、寿が『さわらび』で働いていることを知ると一転して敵視するようになり、寿を無理矢理取り戻そうと勝負を申し込む。
寿に対しては一途で献身的な一方、寿を賭けた勝負に際して大切にしていた縫いぐるみをズタズタに引き裂く、兄を“奪った”司に躊躇なく包丁を突き立てるなど、その行動は常軌を逸している。
大志万 勲（おおしま いさお）
寿・彩香の父で京都一円の敷地を統率する料亭『大志万』の当主。鉄斎とは古くからの付き合い。
厳格かつ冷徹で、彩香には料理人として厳しく指導する一方で、寿のことは邪魔者扱いしている。
寿を勘当したが、ある日「さわらび」に訪れ、寿に『大志万』に戻ることを強要する。
竹谷（たけたに）
大志万の花板。彩香に振り回される苦労人。
寿の能力を認めており、彩香のためにも『大志万』に戻ってきてほしいと思っている。

### 『さわらび』の常連客
市村 鉄斎（いちむら てっさい）
食道楽の茶道家。司からは「お家元」と呼ばれる。作中ではレギュラーキャラの扱いで、狂言回しを勤めることも多い。
エリカ / 福華（ふくはな）
【祇をん】の芸妓。大典を兄のように慕いちょくちょくさわらびにも遊びに来る。
美人で優しいが、プロ意識が高く弟子の育成には厳しい。ちなみに元ヤン。
七美（ななみ）
【祇をん】で舞妓の修行をしている大阪出身の少女。ワガママだが、エリカには頭が上がらない。
司に好意を抱いている。
金瓦 薫（ごんがわら かおる）
京都一ヤバイと言われる極道【金瓦一家】の御曹司。
鮨に目が無く、特にマグロの赤身が大好物。海外へのバカンスで鮨が食べられなくなる前に『さわらび』を訪れ、そこで食べたヅケに感激し常連になる。
小学生とは思えない程知識は豊富で、寿をバカにしている。
白鳥のぞみ（しらとり-）
金瓦一家の若頭八代目を務める顔に傷がある男。薫の身の回りの世話をしている。

### 料理人
星ちゃん
京都の【星鮨】の職人。
寿にシャリが甘くてくどいと言われ、江戸前のさわらびに勝負を挑む。
鷹橋 隼（たかはし じゅん）
『割烹 鷹橋』の料理人にして包丁研ぎ職人の老人。大典の紹介でやってきた司に書道を通して包丁の使い方の修行を行う。
かつては『大志万』で働いていたが、何らかの理由で決別している。

## 単行本
- 原作：鹿賀ミツル・作画：加藤広史 『おすもじっ!◆司の一貫◆』 小学館〈少年サンデーコミックス〉、全10巻

1. 2011年8月18日発売[小 1]、ISBN 978-4-09-123214-4
2. 2011年12月16日発売[小 2]、ISBN 978-4-09-123436-0
3. 2012年3月16日発売[小 3]、ISBN 978-4-09-123559-6
4. 2012年6月18日発売[小 4]、ISBN 978-4-09-123694-4
5. 2012年9月18日発売[小 5]、ISBN 978-4-09-123807-8
6. 2012年12月18日発売[小 6]、ISBN 978-4-09-124032-3
7. 2013年3月18日発売[小 7]、ISBN 978-4-09-124195-5
8. 2013年5月17日発売[小 8]、ISBN 978-4-09-124298-3
9. 2013年8月16日発売[小 9]、ISBN 978-4-09-124365-2
10. 2013年9月18日発売[小 10]、ISBN 978-4-09-124386-7